# Pisenore
Pisenore, (in greco Πεισήνωρ), è citato nell'Iliade per essere stato il padre del guerriero troiano Clito.
Clito fu ucciso da Teucro nell'azione bellica descritta nel libro XV dell'Iliade, relativo al Contrattacco dalle navi, ai versi 445 e seguenti.
()